# Phorocera auriceps
Phorocera auriceps är en tvåvingeart som beskrevs av Wood 1972. Phorocera auriceps ingår i släktet Phorocera och familjen parasitflugor. Inga underarter finns listade i Catalogue of Life.